# Aron Schmidhuber
Aron Schmidhuber (født 28. februar 1947) er en tidligere en fodbolddommer fra Tyskland. Han dømte internationalt under det internationale fodboldforbund, FIFA, fra 1983 til 1993. Han dømte blandt andet finalen i Champions League i 1992 FC Barcelona og Sampdoria. En kamp som Barcelona vandt 1-0.

## Karriere

### VM 1990
- England  –  Irland 1-1 (gruppespil).
- Spanien  –  Jugoslavien 1-2 (ottendedelsfinale).

### EM 1992
- Sverige  –  Danmark 1-0 (gruppespil).